# Custody
Custody es una película de 2007 de Lifetime Television, protagonizada por Rob Morrow, Kay Panabaker, y James Denton sobre la lucha de un viudo por la custodia de su hijastra, cuando su verdadero padre que abandonó a su rentabilidad. Se emitió el 8 de septiembre de 2007. Fue filmado en y alrededor de Ottawa, ON en lugares como la Universidad de Ottawa, Rideau Canal, y Le Chateau Montebello. Se basó en el libro "Figures of Echo", por María S. Herczog.

## Elenco
- Rob Morrow como David Gordon.
- Kay Panabaker como Amanda Gordon.
- James Denton como John Sullivan.
- Dominique Bisson como Susan.
- Robin Brule como Megan.
- Sergio Di Zio como Eugene.
- David Elver como  Hector.
- Allison Graham como  Audrey.
- Allana Harkin como  Barbara.
- Duane Vitali como Cliente del bar.